# 카시엘

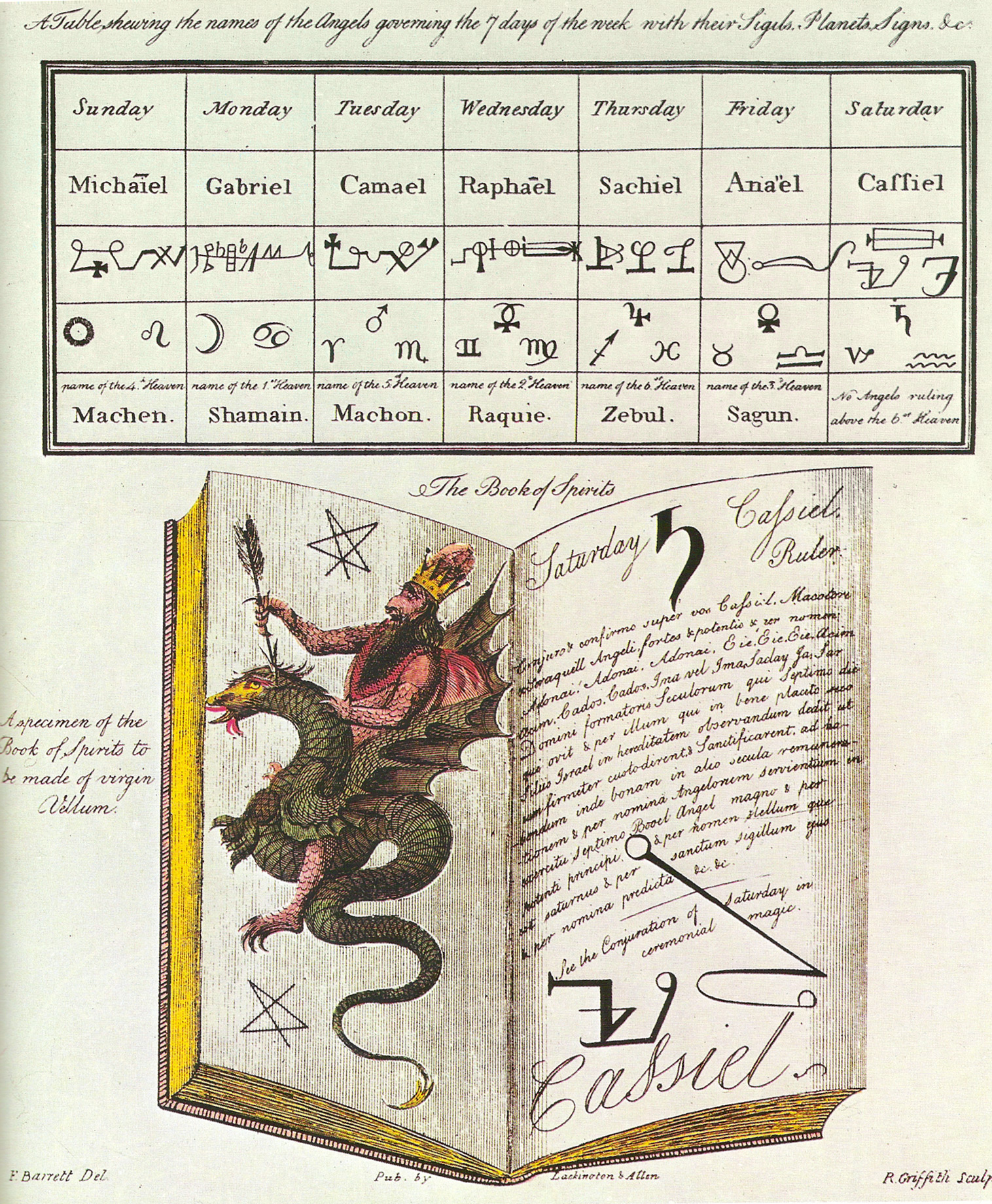

카시엘(Cassiel)은 포스트 성경의 유대&기독교 종교에서 천사장의 라틴어 이름이며, 고독과 눈물의 천사이며, 왕의 죽음을 주재라고 하며, 그는 종종 일곱 천사장 중 하나이고 일곱 번째 천국과 관련된 것으로 목록에 포함되어 있다.